# Ron Arad

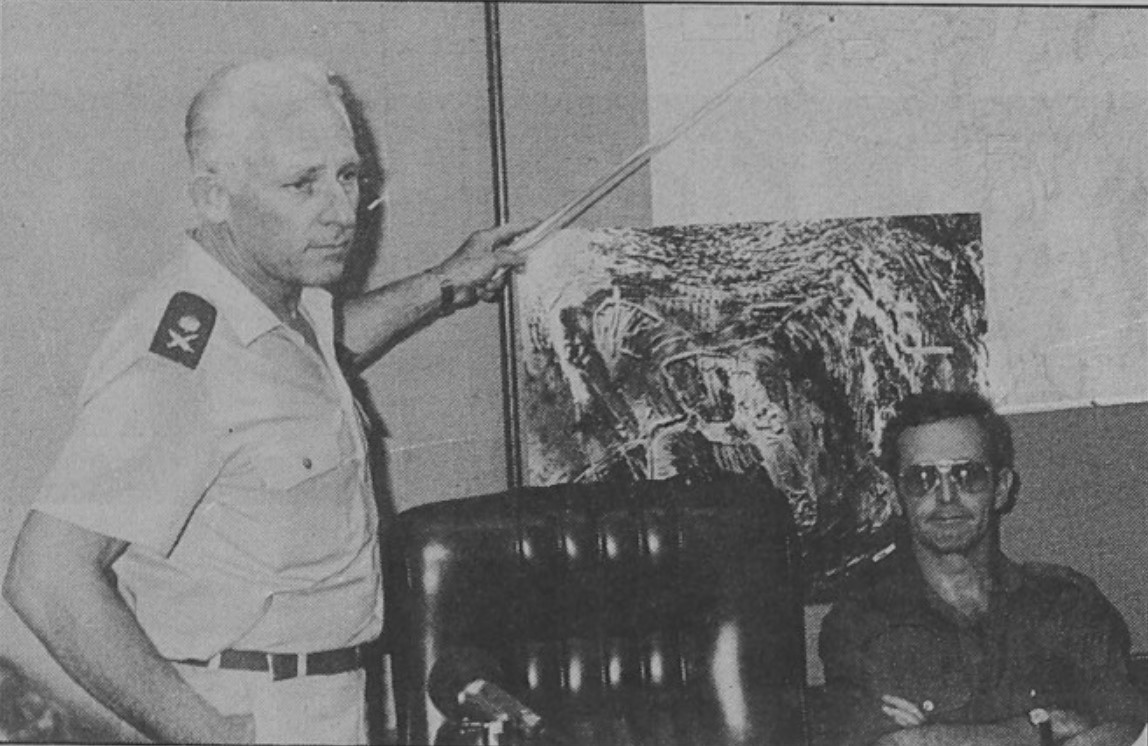
El comandante de la FAI Amos Lapidot en una sesión informativa inmediatamente después de la captura del aviador israelí.

Ron Arad (en hebreo: רון ארד‎; Hod HaSharon, Israel, 5 de mayo de 1958) fue un aviador de la Fuerza Aérea Israelí desaparecido en Líbano en 1986, dando lugar al caso más emblemático y longevo de un desaparecido en acción de la historia de Israel y uno de los grandes misterios de Oriente Próximo. Aunque considerado a partir de 2016 como fallecido en acción (es probable que muriera ya en 1988, según recientes conclusiones de la inteligencia israelí), oficialmente sigue clasificado como caso abierto.

## Crónica
El teniente colonel Arad (capitán en el momento de los sucesos) fue un Oficial de Sistemas de Combate (navegante aéreo militar) de un F-4 Phantom, que el 16 de octubre de 1986 volaba en una misión de bombardeo de objetivos de la OLP a las afueras de Sidón, Líbano. Al parecer, una de las bombas lanzadas se detonó prematuramente, causando daños considerables a la aeronave y obligando a sus tripulantes, el piloto Yishai Aviram y el propio Arad, a eyectarse sobre territorio libanés.
El piloto, Aviram, pudo ser rescatado en una operación intrépida que se hizo mundialmente famosa, cuando horas tras el incidente, un helicóptero Bell AH-1 Cobra israelí penetrase en espacio aéreo libanés, volando a baja altura, y bajo un intenso fuego enemigo consiguió llevarse al piloto, agarrándose este de uno de los patines de aterrizaje y con el cuerpo medio suspendido en el aire. Arad, sin embargo, no pudo ser localizado a tiempo, y cayó en manos de militantes de Amal, quienes supuestamente más tarde lo entregarían a Hezbolá. 
Según los datos más fiables, poco después de ser capturado, Arad fue llevado a Beirut, donde fue recluido por Mustafa Dirani, entonces jefe de inteligencia de Amal. El líder de la organización, Nabih Berri, propuso entablar negociaciones con Israel a fin de lograr un intercambio de prisioneros, donde Arad sería entregado al país hebreo a cambio de prisioneros chiitas y libaneses. En 1987, Israel recibió tres cartas escritas por Arad, en las que se reconocía su letra, y dos fotos —las últimas recibidas de él jamás— en estado de dejadez y con barba. Consideradas pruebas de vida, el gobierno israelí comenzó a negociar con Amal, pero en 1988 dichas negociaciones se dieron por fracasadas. Dadas las exigencias de la organización libanesa, difícilmente asumibles por Israel, algunos sospechaban que a esa fecha Arad ya no estaba en sus manos, e incluso que ya no estaba con vida.
En cualquier caso, es en este momento que se pierde la pista definitiva del militar, dando lugar a una odisea que abarcaría más de dos décadas de pistas perdidas, cambios de destino, informaciones contradictorias y acciones políticas y diplomáticas, ninguna de las cuales dieron su fruto.
Con el objetivo de poder tener acceso a informaciones más fiables, las fuerzas especiales israelíes capturaron en 1989 a Abdel Karim Obeid, un cabecilla local de Hezbolá, y al propio Mustafa Dirani en 1994. Aunque Dirani había sido un objetivo de la inteligencia israelí mucho antes, se estima que la arriesgada misión de su captura no se hubiera llevado a cabo si no por la inquietud que hubo en aquel momento en la sociedad israelí y la presión ejercida por la familia de Arad, para obtener nuevas pistas sobre su paradero (aún barajando la hipótesis de que estaba vivo). Durante su interrogación por las fuerzas de seguridad israelíes, Dirani afirmó que Arad había sido entregado a Hezbolá el 4 de mayo de 1988, para ser entregado poco después a las Guardias Revolucionarias iraníes presentes en Líbano, tras lo cual pudo haber sido llevado a Irán. Sin embargo, ni Irán ni Hezbolá llegaron a ofrecer jamás datos coherentes sobre el destino del aviador (cosa que les hubiera supuesto una ventaja). A su vez, tanto Karim Obeid como Dirani serían liberados de la cárcel israelí en 2004, en una operación de intercambio de prisioneros libaneses por los cuerpos de tres soldados israelíes fallecidos en Líbano, que no incluiría ninguna nueva información sobre Arad.
El caso de Ron Arad se convirtió con el tiempo en una causa común y dio lugar a varias movilizaciones en la sociedad israelí en torno a los esfuerzos de su liberación, con la consigna Ron Arad LaJofesh Nolad (lit. ‘Ron Arad, concebido para ser libre’). Otros países, como Estados Unidos, Francia, Alemania, y hasta las mismas Naciones Unidas, también se vieron involucrados en los esfuerzos para obtener pistas sobre el destino del aviador. El servicio de inteligencia alemán intentó resolver el caso durante 15 años, mientras que en 1990 familiares de Arad y activistas se dirigieron al Comité de Asuntos Exteriores de la Cámara de Representantes de Estados Unidos para solicitar su deliberación sobre el caso.

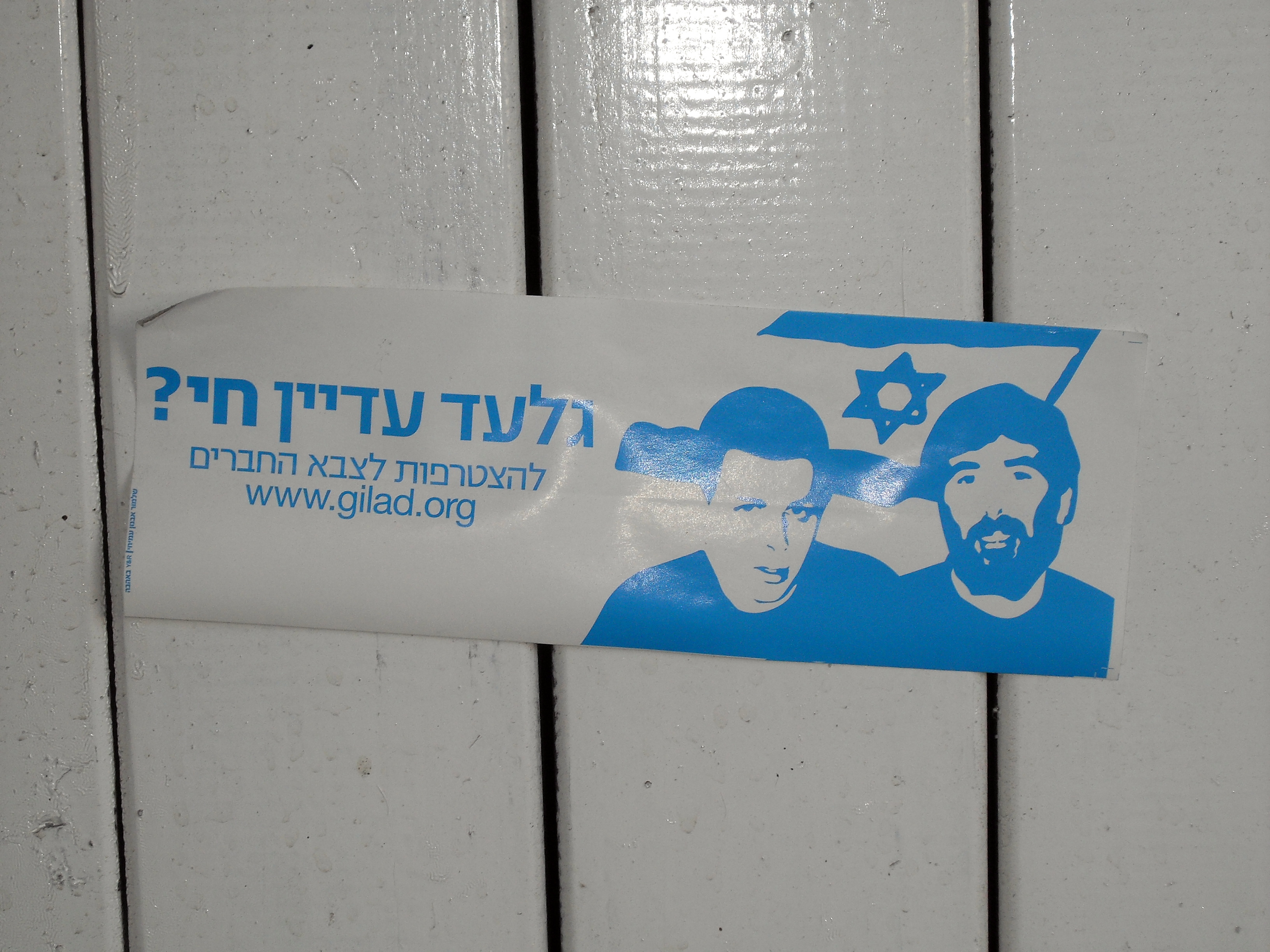
Una pegatina que reclama la liberación de Guilad Schalit, donde su rostro aparece junto a la última imagen recibida de Ron Arad.

Tras el secuestro de Guilad Schalit en junio de 2006, temiendo una repetición del caso de Arad, las autoridades israelíes aplicaron todas las lecciones aprendidas con los años a fin de evitar un destino similar (Schalit sería devuelto a Israel en 2011).
En julio de 2008, se llevó a cabo otro intercambio de prisioneros, que incluía la entrega a Hezbolá de Samir Kuntar, miembro de la organización encarcelado en Israel durante 30 años y considerado por Estados Unidos Terrorista Global Designado, a cambio de los cadáveres de los soldados Ehud Goldwasser y Eldad Regev. Como parte de la operación, Israel requirió a Hezbolá un informe con todos los datos conocidos por la milicia con respecto a Arad. Aunque fue recibido con cierto recelo por parte de los israelíes, el rigor del informe pudo insinuar por primera vez la posibilidad de que el militar nunca llegara a ser entregado a Hezbolá, dando lugar a la sospecha de una muerte temprana (considerada un hecho por la milicia libanesa).

### Últimos datos
En febrero de 2016, un comandante del Partido Social Nacionalista Sirio, Moufid Kuntar, acusado en Líbano por ser espía de los servicios de inteligencia israelíes, afirmó que Arad había sido torturado a muerte ya en 1988 durante su interrogación. Kuntar, quien para defenderse de las alegaciones en su contra afirmó haber suministrado a los israelíes informaciones falsas relativas al paradero del aviador, dijo que fue su organización y no Amal la que había capturado a Arad tras haber localizado su paracaídas. Durante el juicio, aportó una descripción más o menos detallada del mal estado de salud del militar israelí torturado en sus últimos días de vida.
Ese mismo año, las agencias de noticias de Israel informaron que una investigación conjunta de la Inteligencia Militar israelí y el Mosad concluía que, basándose en nuevas pistas y datos recopilados en los dos años anteriores, Ron Arad habría muerto, en efecto, en 1988.